# Sankta Katarinas gilleshus

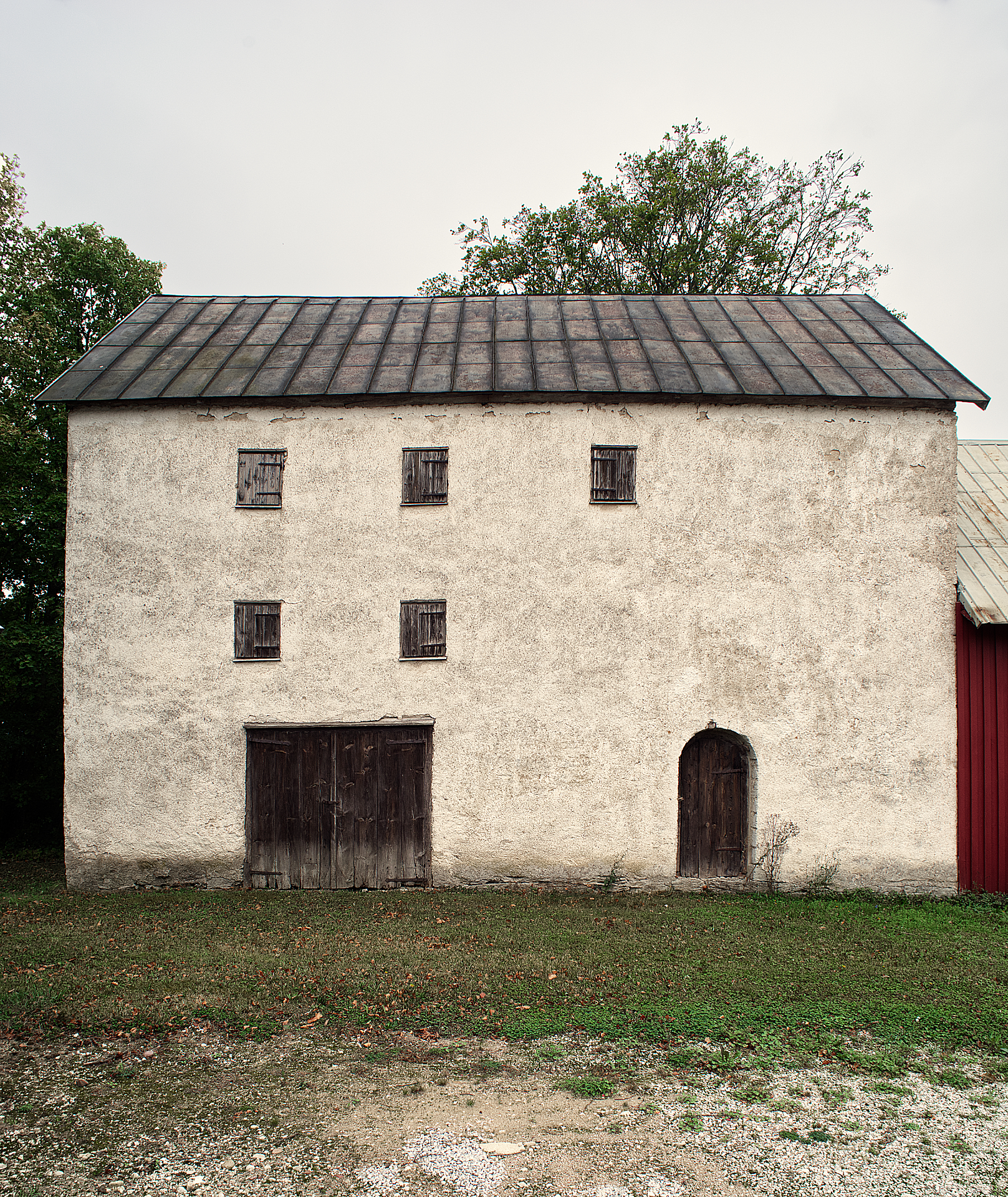
Ekonomibyggnad från 1200-talet, 1443 del av Sankta Katarina Gille i Roma Kloster på Gotland.

Sankta Katarinas gilleshus är en medeltida lantlig ekonomibyggnad uppförd på 1200-talet i Björke socken på Gotland.  Byggnadsminnesförklaring med beskrivning 2010.  Den enda gillesbyggnad som finns bevarad på Gotlands landsbygd. Den har genom muntlig tradition kopplats till Roma Klosters Sankta Katarina gille. Efter reformationen förbjöds gillena och deras egendom konfiskerades.
Enligt beskrivningen revs delar av byggnaden i början på 1800-talet. Det startade ett engagemang hos centrala antikvariska myndigheter att verka för att bevara även enklare historiska byggnader. 
Gillestadgarna har bevarats i avskrift. Gillets uppgift var de levandes välfärd och att hedra de döda, i praktiken att verka för själavård och hälsa samt att följa avlidna medlemmar till graven. Medlemmarna samlades till ett stort gille i samband med pingsten. Kyrkoherden Botulf som grundade gillet 1443 ligger begravd i Björke kyrka. Gravstenen finns kvar i koret. 
Byggnaden är uppförd av sten, med all sannolikhet kalksten, putsad med kalkbruk och avfärgad i bruten vit nyans. 